# 松阪農業協同組合
松阪農業協同組合（まつさかのうぎょうきょうどうくみあい、通称:JA松阪）は、三重県松阪市に本店を置いていた農業協同組合。

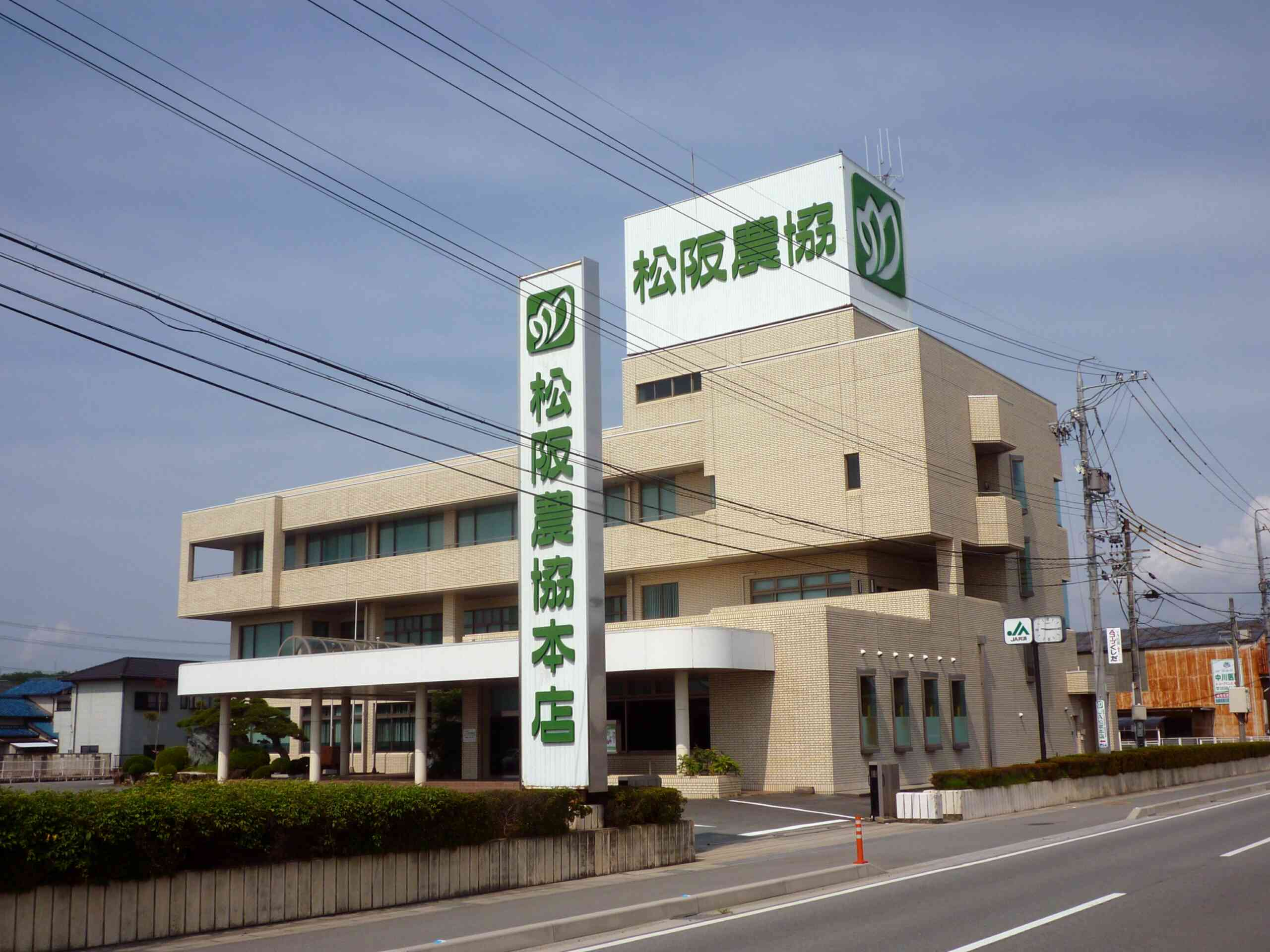
本店

## 沿革
- 1989年（平成元年）4月　松阪市内の8農協が合併し、松阪農業協同組合が発足する。
- 1990年（平成2年）4月　飯南郡飯南町、飯高町の4農協が合併し、飯南郡農業協同組合が発足する。
- 1993年（平成5年）4月　松阪農業協同組合と飯南郡農業協同組合が合併し、松阪農業協同組合が発足する。
- 1993年（平成5年）7月　「ウエストパーク松阪」を開設する。
- 1997年（平成9年）3月　「シルバーサービスセンター」を開設する。
- 1997年（平成9年）4月　ホームヘルプ事業を開始する。
- 2000年（平成12年）4月　高齢者福祉事業を開始する。
- 2000年（平成12年）4月　「飯南町ふれんどディサービスセンター」を開設する。
- 2021年（令和3年）4月　松阪農業協同組合、三重中央農業協同組合と一志東部農業協同組合が合併し、みえなか農業協同組合が発足

## 本支店
全店舗が松阪市内にある。
- 本店　松阪市豊原町1043-1
  - いざわ支店
  - くしだ支店
  - くろべ支店
  - 神戸支店
    - 花岡店

  - 笹川支店
    - 大足店

  - 松江支店
    - 伊勢寺店
    - 阿坂店

  - 市支店
    - 港店

  - 粥見支店
    - 深野店

  - いいたか支店

## 主な特産品
- 梨
- 柿
- しいたけ　｢三重っぱり」の名で販売されているものがある。
- モロヘイヤ
- イセイモ
- ししとう